# Mojmírovce
Mojmírovce es un municipio del distrito de Nitra en la región de Nitra, Eslovaquia, con una población estimada a final del año 2024 de 2950 habitantes.
Se encuentra ubicado en el centro-oeste de la región, en el valle del río Nitra (cuenca hidrográfica del Danubio) y cerca de la frontera con la región de Trnava.

## Demografía
| Año        | 1994 | 2004    | 2014    | 2024    |
| ---------- | ---- | ------- | ------- | ------- |
| Población  | 2827 | 2751    | 2856    | 2950    |
| Diferencia |      | −2,68 % | +3,81 % | +3,29 % |

| Año        | 2023 | 2024    |
| ---------- | ---- | ------- |
| Población  | 2963 | 2950    |
| Diferencia |      | −0,43 % |